# Rheinbrücke Köln-Rodenkirchen
Die Rheinbrücke Köln-Rodenkirchen, auch Rodenkirchener Brücke genannt, ist eine 567 Meter lange Hängebrücke, die bei dem Kölner Stadtbezirk Rodenkirchen als Teil der A 4 den Rhein an Rhein-Kilometer 683,8 überspannt und die links- und rechtsrheinischen Abschnitte des Kölner Autobahnrings verbindet.
Besondere Merkmale sind die monumentale Torsituation am Naturstein-Brückenkopf bei den Widerlagern, die Schlankheit der horizontalen Versteifungsträger sowie das Spannungsverhältnis zwischen den Trägern und den sie einrahmenden portalartigen Pylonen. Darüber hinaus ist die Brücke wie die anderen städtischen Brücken im Stadtgebiet in Kölner Brückengrün gestrichen.

## Planung und Bau
Verantwortlich war der Brückenbau-Ingenieur Fritz Leonhardt zusammen mit Paul Bonatz (Architekt) und Karl Schaechterle (Ingenieur) im Rahmen der Planung für die Reichsautobahn Köln–Aachen. Für Leonhardt stellte dieser Auftrag die erste selbständige Bauleitungsaufgabe dar. Baubeginn der Rheinbrücke war am 1. März 1938. In ihre Bauphase fiel der Kriegsbeginn des Zweiten Weltkriegs Ende August 1939. Leonhardt wurde zwar am 27. August 1939 zum Kriegsdienst eingezogen, aber zwei Tage später wieder auf die Baustelle zurückbeordert, weil der Brückenbau als strategische Maßnahme galt. Leonhardt konnte in Rodenkirchen sein in den USA gewonnenes Wissen über echte Hängebrücken einbringen. Zunächst entstanden die Pylone und Widerlager. Anschließend wurden die vom Kölner Unternehmen Felten & Guilleaume gefertigten Tragseile über den Rhein gespannt, um an ihnen die einzelnen Teile des Fahrbahnversteifungsträgers zu montieren. Der Einbau des letzten Trägers erfolgte an dem für Köln bedeutungsvollen Datum 11. November 1940. Insgesamt wurden 12,500 Tonnen Stahl verbaut, die Baukosten für das teuerste fertiggestellte Bauwerk der Reichsautobahnen beliefen sich auf 13,9 Millionen Reichsmark. Die Einweihung der „Adolf-Hitler-Brücke“ fand am 20. September 1941 statt. Sie war die erste echte Hängebrücke Deutschlands und damals die größte Hängebrücke Europas.
Die Rodenkirchener Rheinbrücke ist eine erdverankerte Kabelhängebrücke mit einer Mittelstützweite von 378 Metern, was zusammen mit den beiden Seitenöffnungen von je 94,5 Metern eine Gesamtstützweite von 567 Metern ergibt. Die 59,4 Meter hohen Pylone sind in den Pfeilern eingespannt. Die erste Brücke wurde mit zwei Richtungsfahrbahnen von je 7,5 Metern Breite, in der Mitte einem Radweg von 2,8 Metern und zwei außen liegenden Fußwegen von je 2,4 Metern ausgeführt. Die Widerlager mit den Außentreppen wurden aufwändig mit einer Vormauerung aus Muschelkalk verkleidet. Bei den Pfeilern wurde bis zur Mittelwasserlinie zusätzlich Granit verwendet. Die Steinschnittzeichnungen fertigte Gerd Lohmer.

## Zerstörung und Wiederaufbau

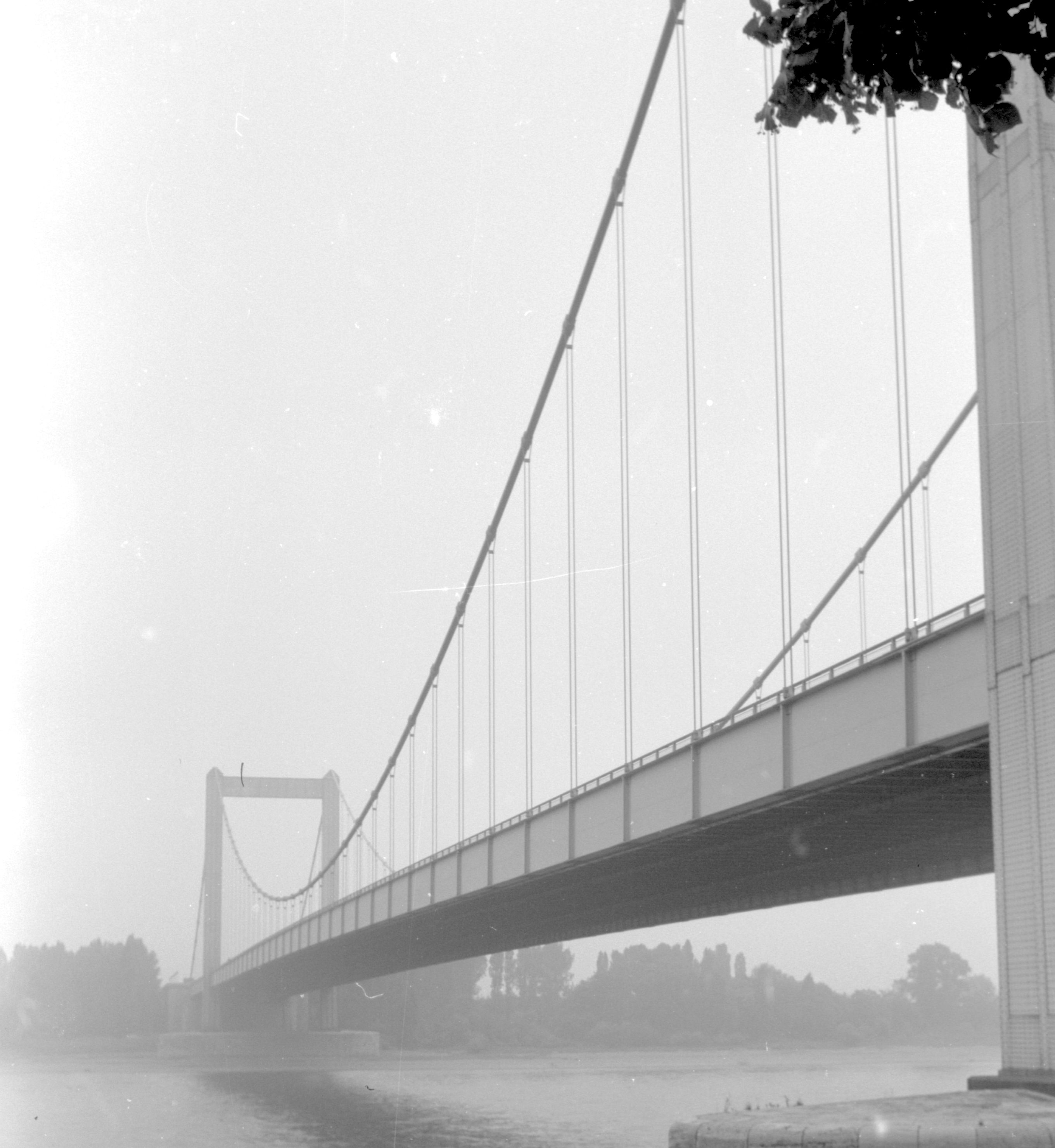
Die Rheinbrücke am 6. Juni 1971

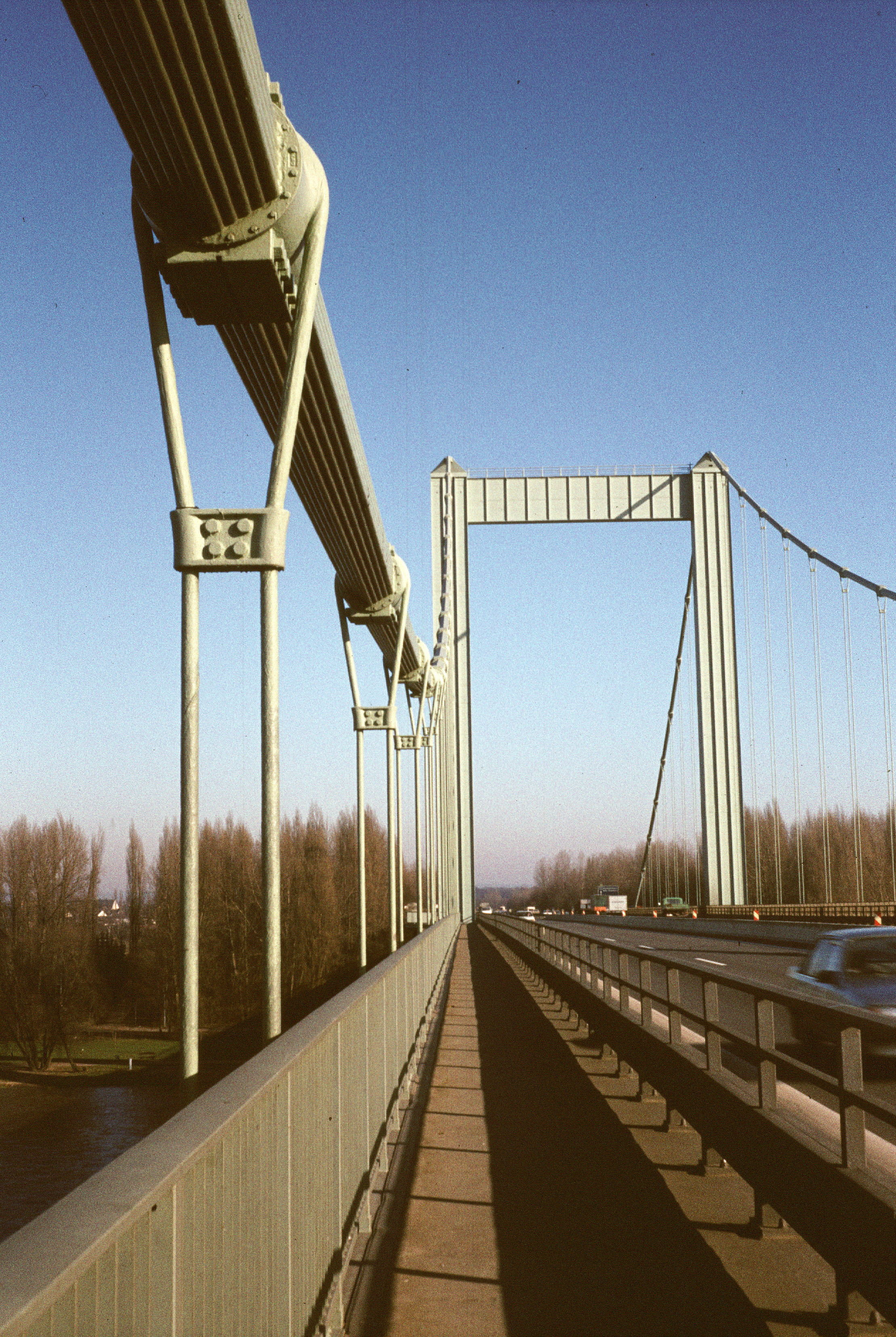
Ansicht von 1985, noch mit vier Fahrstreifen

Nach Bombentreffern am 14. Januar 1945 stürzte das Bauwerk am 28. Januar 1945 ein. Der Wiederaufbau fand nach einem Sonderentwurf von Hellmut Homberg zwischen 1952 und 1954 statt und berücksichtigte die erhalten gebliebenen Pylone; die Baukosten beliefen sich auf 17,2 Millionen DM. Durch Materialverbesserungen und sonstige technische Optimierungen, wie eine Stahlbetonverbundfahrbahn, sparte man deutlich mehr als 3000 Tonnen Stahl ein. Die neue Autobahnbrücke konnte am 9. Dezember 1954 dem Verkehr übergeben werden.
Am Bau und Wiederaufbau war auch der Stahlbauer Rudolf Barbré wesentlich beteiligt.

## Verbreiterung

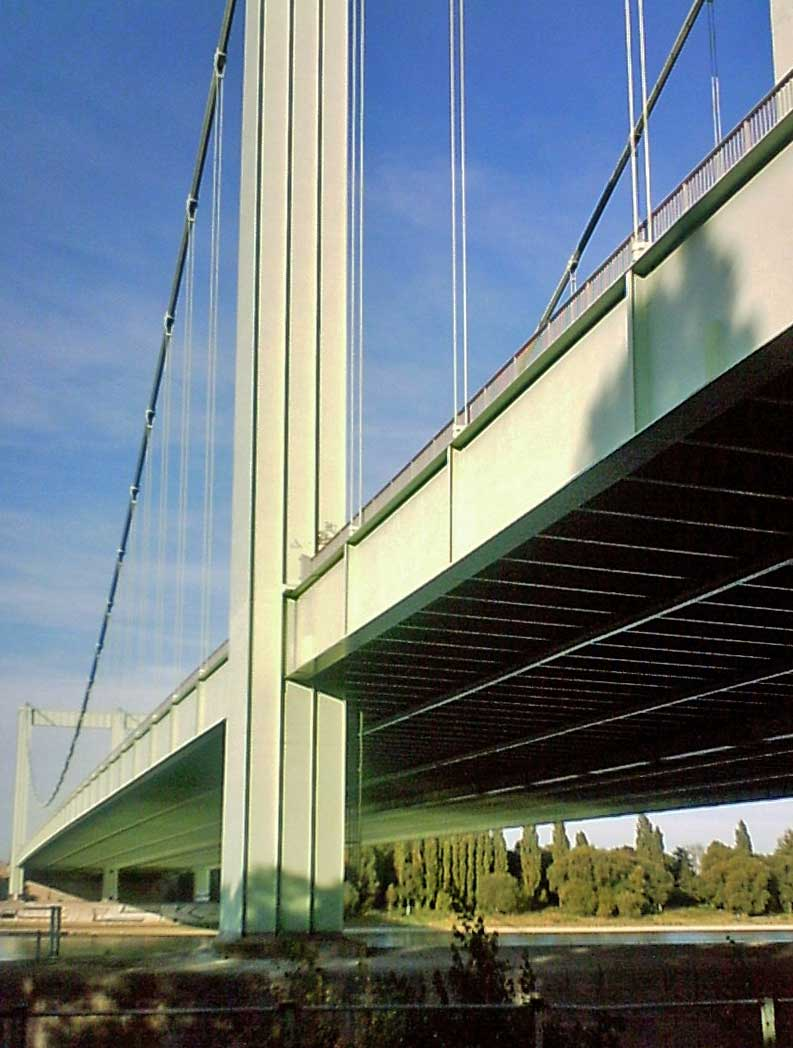
Untersicht vom linken Rheinufer (2004)

Das stetig steigende Verkehrsaufkommen auf der über sie führenden A 4 erforderte eine Verbreiterung von vier auf sechs Fahrstreifen. Die Bauplaner entschieden sich für eine Brückenverbreiterung auf der Nordseite der bisherigen Brücke. Die Baumaßnahme fand zwischen 1990 und 1994 statt und kostete 184 Millionen DM. Es handelt sich um einen Zwillingsbau mit einer gemeinsamen mittleren Stütze an der Nordseite, wobei die Brückenelemente auf der nördlichen Seite nicht genietet sind, sondern geschweißt wurden. Die stählernen Pylone mit den maximalen Außenabmessungen von 3,6 auf 4,5 Meter haben eine Höhe von 59,4 Metern und einen Achsabstand von 26,4 Metern. Gegründet sind je drei Pylone auf einem 20 Meter hohen, 12 bis 18 Meter breiten und 78 Meter langen Flusspfeiler aus Beton.
Die Einweihung erfolgte am 9. Dezember 1994, genau 40 Jahre nach Inbetriebnahme der wiederaufgebauten Brücke.

## Konstruktion

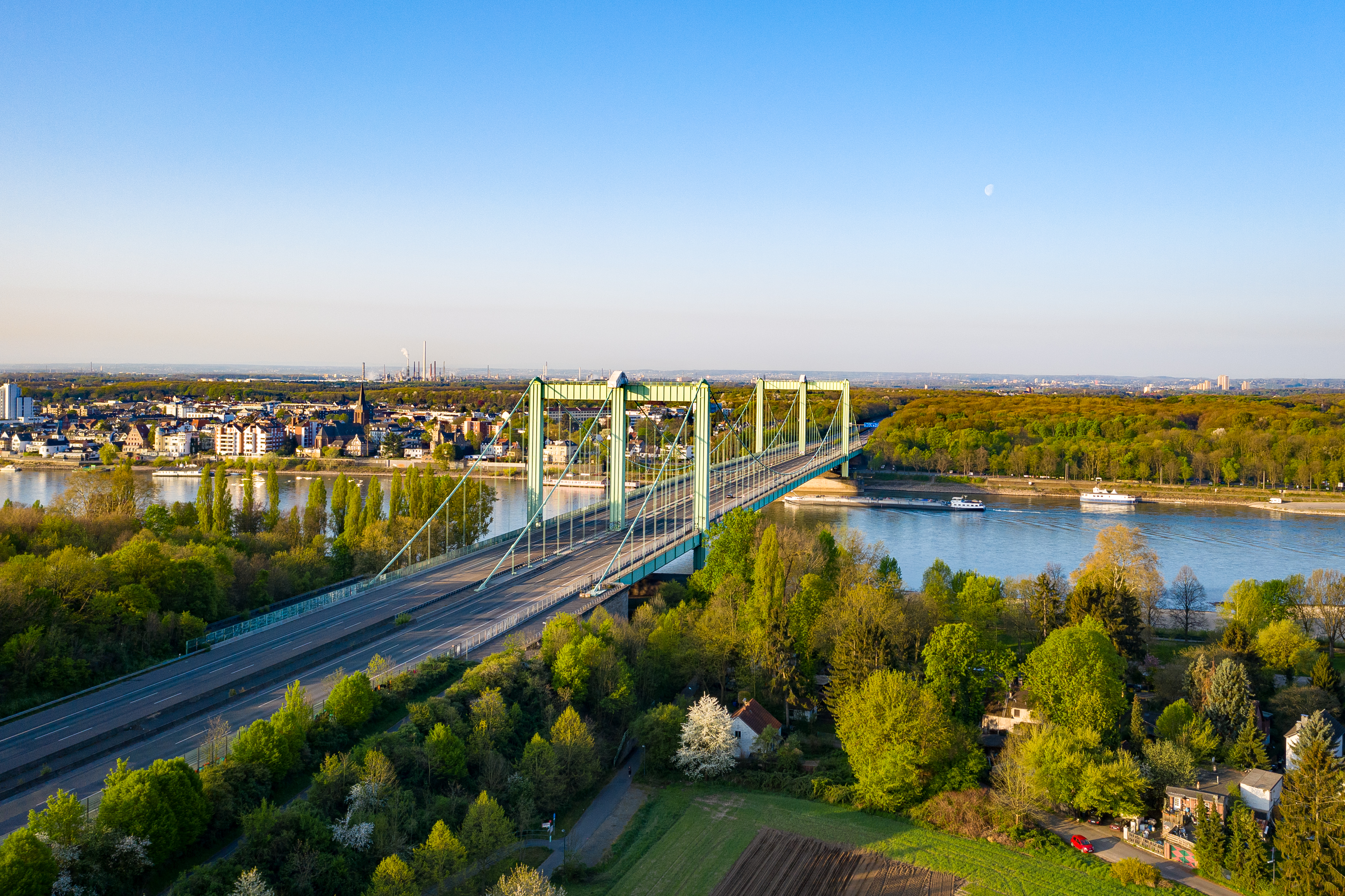
Blick von der rechten Rheinseite auf die Brücke (2020)

Die Tragkabel aus dem Jahr 1954 haben einen Durchmesser von ungefähr 50 Zentimeter und bestehen aus 61 Einzelseilen. Der Kabeldurchhang zwischen Pylon und Brückenmitte beträgt 42 Meter. Die Hängeseile haben einen Durchmesser von 5,4 Zentimetern und sind im Abstand von 10,5 Metern angeordnet. Die Verankerung der Kabelzugkräfte von je 60 MN erfolgt in den Widerlagern, die als kastenartige Ballastkörper mit maximal 26 Metern Höhe, 50 Metern Breite und 64 Metern Länge ausgebildet sind.
Der 3,3 Meter hohe Überbau ist heute eine reine Stahlkonstruktion, bestehend aus einer Stahlleichtfahrbahn und einem Trägerrost mit 3,3 Meter hohen Versteifungsträgern und 1,65 Meter hohen Querträgern. Zur Entwässerung der Fahrbahnplatte sind beide Fahrtrichtungen auf der Oberseite mit einem Quergefälle von 2,5 Prozent Richtung Oberstrom ausgeführt.
Bis zum Umbau hatte die Brücke eine 19 Zentimeter dicke Spannbetonfahrbahnplatte. Durch den Ersatz mit der Stahlleichtfahrbahn erhöhten sich die Lasten der jetzt doppelt so breiten Brücke nur um 50 Prozent, wodurch die Ergänzung der vorhandenen beiden Tragseile um ein neues drittes Seil ausreichte. Dies ist seither die einzige Hängebrücke, bei der die Last auf drei Tragseile gleichmäßig verteilt ist. Die gleichmäßige Lastverteilung hat man mit Hilfe der Steifigkeit der Querträger, der Nachgiebigkeit der Tragkabel sowie durch nachträgliches Anspannen des neuen Tragkabels erreicht.
Aufgrund der großen Stützweite und Brückenbreite wurde mit Hilfe einer Verkehrslastsonderregelung durch das Bundesministerium für Verkehr die nach den Vorschriften anzusetzende Verkehrslast reduziert. Dadurch genügten die vorhandenen Versteifungsträger auch der weiteren Nutzung. Die Fahrbahn wurde von 26,4 auf 52,8 Meter verdoppelt, die Gesamtbreite mit Fußgänger- und Fahrradwegen beträgt nunmehr 56,6 Meter.

## Weitergehende Planungen
Straßen.NRW nahm im April 2020 die Planungen für einen achtstreifigen Ausbau der A 4 zwischen den Autobahnkreuzen Köln-Süd und Köln-Gremberg auf. Diese Erweiterung wurde im Bundesverkehrswegeplan 2030 als vordringlicher Bedarf festgehalten. Hierfür werden verschiedene Varianten untersucht, wie eine (erneute) Erweiterung des bestehenden Bauwerks, ein Ersatzneubau an gleicher Stelle sowie Tunnel- und Brückenvarianten nördlich oder südlich der bestehenden Brücke. Für einen Erhalt der denkmalgeschützten Brücke sprach sich die Bürgervereinigung Rodenkirchen aus und auch der Denkmalschützer und ehemalige Stadtkonservator Ulrich Krings schlägt eine Alternative zur Erhaltung des Baudenkmals ohne Abriss vor. Ebenfalls für den Erhalt und alternative Verkehrsmodelle sprechen sich Die Grünen in Köln und dem benachbarten Rhein-Erft-Kreis aus.

Die zwischen der Rodenkirchener- und der Bonner Friedrich-Ebert-Brücke geplante Rheinspange würde bei Realisierung beide entlasten.